# Uniswap
Uniswap是一种用于交换加密货币的分散金融协议。Uniswap也是最初构建Uniswap协议的公司的名称。该协议通过使用智能合约促进以太坊区块链上的加密货币令牌之间的自动化交易。截至2020年10月，按每日交易量计算，Uniswap估计是最大的分散交易所和第四大加密货币交易所。
Uniswap作為Defi協議，於2020年9月對其用戶進行了其原生代幣UNI的空投活動。總數為49,000,000UNI。

## 歷史
Uniswap於2018年11月2日西門子工程師Hayden Adams創建。